# Typhlocyba inflata
Typhlocyba inflata är en insektsart som beskrevs av Erhard Christian 1953. Typhlocyba inflata ingår i släktet Typhlocyba och familjen dvärgstritar. Inga underarter finns listade i Catalogue of Life.